# Dinko Felić
Dinko Felić, född 10 november 1983 i Bihać, är en norsk fotbollsspelare med bosnisk härkomst som spelar för Malmslätts AIK. Han har även spelat för KFUM Linköping i Svenska Futsalligan.

## Karriär
Felić kom till Norge från Bosnien tillsammans med sin familj 1995 och började att spela fotboll i Vågå IL. Han flyttade efter att ha gått ut ur nian till Kongsvinger där han gick på fotbollsskola. Han stannade i Kongsvinger mellan fyra och fem år innan han gick till Enköpings SK i Sverige. När hans kontrakt gick ut 2007 värvades han av Syrianska FC. Han spelade nio säsonger för Syrianska.
Den 1 mars 2016 värvades Felić av FC Linköping City. I januari 2018 värvades Felić av AFK Linköping, där han skrev på ett tvåårskontrakt.
Säsongen 2019 spelade Felić en match för Malmslätts AIK i Division 4. Han spelade även tre uppflyttningskvalmatcher mot Aneby SK, Tranås FF och Norrköpings IF Bosna.